# 周兴明
周興明（1965年3月6日—2004年8月5日），中國業餘天文学家。在二十世紀八十年代至九十年代初，周興明以目視手段，獨立發現超過十顆彗星，同時也是國際知名的流星觀察家，觀測紀錄多次被國際流星組織(IMO)引用。

## 生平
周兴明生于新疆博尔塔拉，四岁丧父。其兄1985年毕业于兰州气象学校，同年秋天被分配到阿拉山口气象站工作，环境极为艰苦。周已婚，育有一女；2004年8月4日晚在福建连城遭遇车祸，于次日凌晨5时抢救无效去世，享年39岁。
兄长周兴建是一位爱好天文的小学教师。周兴明受其影响对星星发生了兴趣。他自称1979年大年初一正式开始观星。周对彗星观测极感兴趣，立志实现中国天文爱好者在彗星发现上的“零的突破”，並獨立發現多顆彗星，但由于观测手段和通信条件以及运气欠佳等多方面原因未能向外報告，因此喪失命名權。

## 彗星獵人

### 前期
在1985年9月1日至1991年7月24日期間，周興明有系統地搜索彗星。他用目視手段，進行了705次觀察，累計881小時，獨立發現了超過十顆彗星，戰績彪炳，為當時華人天文愛好者之首。
| 號數 | 名稱(臨時編號) | 發現日期（UT） | 發現時的亮度（星等） | 器材                       |
| ---- | -------------- | -------------- | -------------------- | -------------------------- |
| 1    | 1985 l         | 1985年10月17日 | 8.0                  | 國產55毫米測風經緯儀，25倍 |
| 2    | 1987 s         | 1987年10月17日 | 6.0                  | 國產55毫米測風經緯儀，25倍 |
| 3    | 1988 j         | 1988年8月20日  | 8.0                  | 國產55毫米測風經緯儀，25倍 |
| 4    | 1989 o         | 1989年7月27日  | 9.0                  | 國產150毫米折射望遠鏡      |
| 5    | 1989 r         | 1989年9月22日  | 8.5                  | 國產150毫米折射望遠鏡      |
| 6    | 1989 a1        | 1989年11月28日 | 8.0                  | 國產150毫米折射望遠鏡      |
| 7    | 1990 v         | 1990年1月16日  | 11.0                 | 國產150毫米折射望遠鏡      |
| 8    | 1990 b         | 1990年3月19日  | 8.0                  | 國產150毫米折射望遠鏡      |
| 9    | 1990 c         | 1990年6月18日  | 9.5                  | 國產150毫米折射望遠鏡      |
| 10   | 1990 i         | 1990年7月16日  | 9.5                  | 國產150毫米折射望遠鏡      |
| 11   | 1991 q         | 1991年7月7日   | 8.0                  | 國產150毫米折射望遠鏡      |

### 後期
周兴明2000年後期轉至以互联网發布的SOHO卫星照片之中搜寻彗星。从2000年12月5日首次成为SOHO彗星的正式发现者，到2004年7月27日，共发现64颗SOHO彗星，使該年中国在发现SOHO彗星的世界排名位居第四位（他本人也是第四）。同年5月13日，他又作为第一发现人发现了一颗SWAN彗星，该彗星被命名为C/2004 H6（SWAN）。

## 評價
在国际小行星中心于2004年9月28日（中秋节）出版的第52766号《小行星通报》上，正式发布：对第4730号小行星命名为“周兴明”，并称赞他是一位“不知疲倦的、认真的观测者（a tireless and precise observer）”。